# Funtana
Funtana (olaszul: Fontane) falu és község Horvátországban Isztria megyében.

## Fekvése
Az Isztriai-félsziget nyugati részén, Poreč központjától 7 km-re délre az azonos nevű öböl partján fekszik. Területe nyugaton Zelena Lagunától délen Valkaneláig terjed. Nevét a tengerhez közeli, soha ki nem apadó forrásairól kapta, melyek ősidők óta tiszta ivóvízzel látták el a környéket. Az öböl előterében néhány kis sziget és zátony (Veli Školj, Mali Školj, Reverol, Tovarjež, Tuf) található. A település legrégibb része egy az öböl feletti kis magaslaton fekszik. A 20. században a turizmus fejlődésével (új szállodák, kempingek, üdülők, apartmanok épültek) tovább terjeszkedett. Ma már mintegy húszezer turista befogadására is képes.

## Története
A régészeti leletek tanúsága szerint területe már az újkőkor végén lakott volt és azóta is, mintegy négyezer éven át folyamatosan lakott maradt. A mai Funtana területén emberi tevékenységről nemcsak a leletek, hanem az ember által a természetes környezetben véghezvitt, a légi fényképeken jól látszó változtatások, a mezőgazdasági táblák szabályos, római mérnökök által kimért derékszögű elrendezése is tanúskodik. A rómaiak által kimért utak lényegében a mai napig is használatosak. A mai Zelena Laguna területén egy nagyméretű római villa maradványait tárták fel, melynek szerkezetén jól látszik, hogy a vizet egy külön vízvezetéken szállították a közeli, a mai Funtana területén található forrásokból, melyekről a település a nevét kapta. A rómaiak után a keleti gótok, a bizánciak, majd a Karolingok uralma következett. A középkorban Funtana és Zelena Laguna egy hűbérbirtokot képezett, mely a poreči püspökséghez tartozott. 1216-ból származik az első középkori dokumentum, mely megerősíti, hogy a Plava- és Zelena Laguna közötti területen a püspöki uradalom gazdálkodott. A Szent Mauro székesegyházban kelt oklevél az itt már az ókor óta működött sólepárló telep ügyében rendelkezik. Bár akkor még nem említenek itt települést, mégis közvetett bizonyítékot szolgáltatnak rá, hiszen a sólepárló telep működtetése nagyobb számú munkás nélkül nem volt lehetséges. Az itteni forrásokat 1331-ben említik először, de település nyilvánvalóan már előbb is létezett, lakói a sólepárlás mellett halászatból, mezőgazdaságból éltek, de több kőbánya is volt a területén. A középkori névalak (Fontana Georgiana) arra is utal, hogy itt vagy a közelben jelentős villa állt és a Georgiana jelzőt annak a családnévnek az alapján kapta, amely egykor az itteni birtok tulajdonosa volt. A középkorban a mai Funtana területén valószínűleg több falu is állt, melyek egyikénél épült a 11. századi Szűz Mária templom, melyet a 16. században bővítettek. A templom mellett található Funtana régi temetője is. Hűbérurai a trieszti püspök, a velencei Andrea Dandolo, valamint a poreči püspök, majd a 16. században a Borisi család voltak. Az Isztria más részeihez hasonlóan a háborúk és a járványok a 16. századra az itteni lakosságot is megtizedelték. Helyükre 1590 körül a velencei hatóságok ide is főként a mai Dalmácia, Montenegró és Albánia területéről a török terjeszkedés elől menekülőket telepítettek. Szent Bernát tiszteletére szentelt plébániatemploma 1621-ben épült. Mellette egy magaslaton állt Borisi család 1610-ben épült reneszánsz-barokk kastélya. Körülöttük ebben az időben mintegy tizenöt kőből épített lakóház állt. A Velencei Köztársaság bukása (1797) után francia uralom következett, majd a Habsburg Birodalom része lett. A 19. században Funtanán az olasz és a horvát nyelv egyaránt használatos volt. Sokáig csak olasz tannyelvű iskola működött a településen, de 1897-től bevezették a párhuzamos horvát nyelvű oktatást is. Így a szülők maguk dönthették el, hogy milyen osztályba járatják gyermeküket. A lakosság főként mezőgazdaságból és halászatból élt, utóbbi jelentősége akkora volt, hogy a településen alig akadt család akinek legalább egy halászbárkája ne lett volna. A településnek 1857-ben 273, 1910-ben 518 lakosa volt. Funtana 1920-tól 1943-ig az Isztriával együtt olasz uralom alá tartozott. Az olasz kapitulációt követően német megszállás alá került, mely 1945-ig tartott. Az 1947-es párizsi békekonferencia Jugoszláviának ítélte, melynek következtében az olasz anyanyelvű lakosság Olaszországba menekült. A turizmus fejlődése az 1970-es évektől gyorsult fel, ma már a lakosság bevételeinek döntő része ebből származik. Funtana 1991 óta a független Horvátországhoz tartozik. Az önálló Funtana község 2006-ban alakult meg, addig közigazgatásilag Vrsarhoz tartozott. 2011-ben 924 lakosa volt.

## Nevezetességei
- Szent Bernát tiszteletére szentelt plébániatemploma 1621-ben épült a korábbi templom helyén. Építtetője az akkori hűbérúr Bernardo Borisi volt. 1941-ben bővítették és restaurálták, 1988-ban megújították. Egyhajós épület négyszögletes apszissal, melyet diadalív választ el a hajótól. Alul négyszögletes, felül nyolcszögletes harangtornya 34 méter magas. Három oltára van. Berendezésének fő ékessége bal oldali mellékoltár képe, a Madonnát gyermekével és szentekkel (Szent Domokos és Szent Katalin) ábrázoló oltárkép, melynek felső része reneszánsz, alsó része korai barokk stíluselemeket tükröz. Ismeretlen velencei mester alkotása (olaj, vászon) a 17. századból. Az 1994-es restaurálás óta látható ismét a templomban. A jobb oldali 1999-ben felszentelt oltárkép Vladimira Pavlinića munkája boldog Alojzije Stepinac érseket ábrázolja. A templomban több sírkőlap található, melyek közül az egyik az egykori kegyúr a Borisi családé. Az orgona 1878-ban készült Weinheim németországi hívő ajándéka.
- A Borisi-kastélyt 1610-ben Bernardo Borisi építtette reneszánsz stílusban. Később barokk stílusban, új ablakkeretekkel építették át. Ez volt az az első épület, amely körül a mai település kialakult. Történészek szerint lehetséges, hogy a helyén már a késő középkorban is valamilyen udvarház, vagy épület állt. Belülről nem látogatható.
- A falu szélén áll az 1750 körül épített Szent Lúcia kápolna. Csak a búcsúnapján december 13-án van nyitva.
- A temetőben álló Kármelhegyi Boldogasszony kápolna 1631-ben épült. 1907-ben renoválták.
- A régi temetőben álló Irgalmas Szűzanya templom eredetileg a 11. században épült, később többször átépítették. Szakemberek a legújabb kutatási eredmények alapján ezer évesnél is régebbinek gondolják. Legrégibb része valószínűleg román stílusú. Az új homlokzat építésekor egy régi fogadalmi feliratra és egy hajó rajzára bukkantak, melyet még velencei tengerészek véstek a falába. Belsejében két, a 17. illetve a 18. századból származó sírkőlap található. A templomot utoljára 1998-ban renoválták.
- A település névadó forrásai közvetlenül a tengerparton találhatók. A legutóbbi időkig használták a környék lakói, hiszen vizük sohasem apad el. Gyakran messzebbről fogatokkal is jöttek ide ivóvízért. A források vizét már az ókorban kiépített földalatti vízvezeték vitte a Zorn fok és a Zelena lagúna környéki római villákhoz. Ennek maradványait a régészeti kutatások során feltárták. Építése a 2. századra tehető és vizét nemcsak az épületek vízellátására, hanem az Isztria nyugati öbleiben horgonyzó hajók vízszükségletének kielégítésére is használták. Az egyik forrás a Perila nevet viseli, mivel a nők egykor ide jártak ruhát mosni.

## Lakosság
| Lakosság változása | Lakosság változása | Lakosság változása | Lakosság változása | Lakosság változása | Lakosság változása | Lakosság változása | Lakosság változása | Lakosság változása | Lakosság változása | Lakosság változása | Lakosság változása | Lakosság változása | Lakosság változása | Lakosság változása | Lakosság változása |
| ------------------ | ------------------ | ------------------ | ------------------ | ------------------ | ------------------ | ------------------ | ------------------ | ------------------ | ------------------ | ------------------ | ------------------ | ------------------ | ------------------ | ------------------ | ------------------ |
| 1857               | 1869               | 1880               | 1890               | 1900               | 1910               | 1921               | 1931               | 1948               | 1953               | 1961               | 1971               | 1981               | 1991               | 2001               | 2011               |
| 273                | 301                | 342                | 418                | 518                | 590                | 640                | 752                | 663                | 567                | 480                | 460                | 614                | 671                | 831                | 924                |